# Eugène-Guillaume Argenteau
Eugen Gillis Wilhelm Graf Mercy d'Argenteau (Huy, 30 dicembre 1743 – Brno, 4 maggio 1819) è stato un generale austriaco.

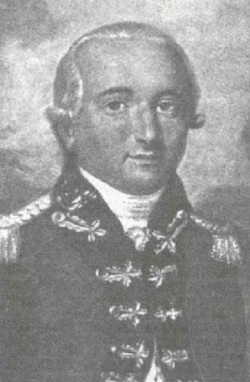
Ritratto di Eugène-Guillaume Argenteau

È noto anche con il nome francesizzato di Eugéne-Guillaume-Alexis Comte de Mercy d'Argenteau.

## Biografia
Eugen Gillis Wilhelm Graf Mercy d'Argenteau nacque a Huy (Belgio) nel 1743. Nel 1760, all'età di 17 anni, entrò nel 56º reggimento fanteria distinguendosi nella battaglia di Torgau del 3 novembre 1760 e nell'assalto di Świdnica dell'ottobre 1761. Nel 1773 venne trasferito al 16º reggimento fanteria, quindi passò al 29º reggimento fanteria "Loudon" e venne promosso maggiore (1º dicembre 1773). Nella guerra austro-turca aveva il grado di colonnello (ricevuto nel 1784) mettendosi in mostra nell'Assedio di Belgrado, stesso anno in cui avanzò al grado di Generalmajor (il 9 ottobre).
Nel 1794 Mercy d'Argenteau militava nell'ala sinistra dell'esercito austriaco in Italia agli ordini del generale Joseph Nikolaus De Vins. Il 24 marzo venne costretto dal francese Sarret a ritirarsi da Moncenisio. Il 19 settembre 1795 lanciò un attacco contro i francesi vicino Borghetto Santo Spirito, senza riuscire a riportare una vittoria, e il 23 dello stesso mese Andrea Massena lo separò dall'armata piemontese di Colli; ripiegò quindi oltre il fiume Bormida. L'11 maggio 1796 divenne Cavaliere dell'Ordine militare di Maria Teresa. Poco prima, il 4 marzo, era stato promosso Feldmarschallleutnant. Sempre nel 1796 era comandante di divisione in Italia agli ordini di Jean-Pierre de Beaulieu, avendo invece alle proprie dipendenze le brigate di Lipthay, Rukavina, Pittoni e Sullich. Combatté a Voltri il 10 aprile, ma venne sconfitto da Napoleone Bonaparte a Montenotte nei successivi due giorni. A causa di un ordine confuso pervenuto dallo staff di Beaulieu, Argenteau subì pesanti perdite nella seconda battaglia di Dego del 14 aprile.
Dal 1802 al 1803 fu aiutante del comandante generale in Moravia e Slesia (carica che ricoprì nuovamente nel 1809), quindi, dal 1804 al 1808, funse da comandante militare di Brno. Nel 1805 comandò la parte centrale dell'esercito austriaco (cinque divisioni) schierato a Caldiero. Il 6 settembre 1808, al momento del congedo, venne promosso Feldzeugmeister. Nel 1809 divenne proprietario onorario del 35º reggimento fanteria. Morì il 4 maggio 1819 a Brno.